# 哈利波特：神秘的魔法石 (電影)
《哈利波特：神秘的魔法石》是一部於2001年上映，英美合拍的奇幻電影，劇情改編自暢銷作家J·K·羅琳所著，同名奇幻小說《哈利波特》第一冊《哈利波特－神秘的魔法石》，且為「哈利波特系列電影」中的第一部作品。電影為克里斯·哥倫布執導，史提夫·克羅夫斯編劇，丹尼爾·雷德克里夫飾演主角哈利·波特，其他演員包括艾瑪·華森、魯伯特·葛林特、羅比·科特瑞恩以及李察·哈里斯等。
在小說就創出不可思議的佳績之前，資方代理華納兄弟很快以相當低的價錢購買電影版權。這部電影是在利維斯登工作室製作，並於2001年發行；第二至七集也陸續拍成電影。本片創造了全球9.75億美元的票房，並且獲得奧斯卡金像獎的三項提名。
為了保有小說和電影的完整文化，J·K·羅琳堅持所有的演員都必須是英國人。除了德文·莫雷（飾演西莫·非尼干）和李察·哈里斯（飾演鄧不利多教授）是愛爾蘭演員，以及美國人佐依·沃納梅克（飾演胡奇夫人）。

## 劇情
哈利波特，一個表面上看似普通的男孩，與討厭他的麻瓜親戚德思禮一家人一直住在英國薩里。在他的11歲生日當天，哈利從一個神秘的陌生人魯伯·海格身上得知自己是著名的從佛地魔的攻擊下唯一存活下來的男嬰。佛地魔將他的父母殺害，但他對哈利的攻擊反彈，使哈利的前額留下一個閃電形的疤痕，而佛地魔的能力盡失。海格告知哈利是巫師的身份後，又透露獲霍格華茲魔法與巫術學院錄取已久。
海格帶哈利到隱藏於倫敦街頭的斜角巷購買巫術學院的學習用品，便到王十字車站隱藏的9¾月台乘搭火車到霍格華茲在火車上，哈利認識了純種巫師家族血統的榮恩·衛斯理及源自麻瓜父母的妙麗·格蘭傑。所有一年級新生到達霍格華茲後，都會由「分類帽」個別分派到四個學院：葛來分多、赫夫帕夫、雷文克勞以及史萊哲林。由於史萊哲林以出黑魔法巫師而聞名（如佛地魔），所以哈利說服分類帽不要將他分類到史萊哲林學院。最終他被派到葛來分多，與榮恩、妙麗、榮恩的雙胞胎哥哥—弗雷和喬治、派西、查理（在羅馬尼亞研究龍），及比爾（在古靈閣銀行工作）在同一個學院。
在霍格華茲，哈利等人開始學習使用魔法，並發現更多關於哈利與他父母的過去。因與身俱來的飛行天賦，讓哈利被招募到魁地奇代表隊（魔法世界裡的體育活動），成為隊中的搜捕手（哈利的父親也曾是搜捕手），更成為有史以來最年輕的魁地奇隊員。
一晚，他與榮恩和妙麗在學生禁止進入的樓層發現了三頭巨犬，而三頭巨犬正守護的魔法石，是能夠讓它的主人長生不死的寶物。哈利等人得出的結論是：擁有人是賽佛勒斯·石內卜教授，他們不友善的魔藥學教授......
三人從海格那裡聽到那隻三頭巨犬只要聽音樂便會睡覺，決定要早於石內卜找到魔法石。他們要面對一系列困難的任務，包括讓人致命的植物「魔鬼網」、帶著鑰匙的飛蟲群、暴力危險的真人棋賽..... 完成艱鉅任務後，哈利發現想得到魔法石的人並非石內卜教授，而是黑魔法防禦術的奎若教授，原來石內卜教授一直都在暗中保護哈利。奎若教授除下他的頭巾，向他展示原來佛地魔一直都依附在其後腦勺上，苟延殘喘的活著。佛地魔試圖說服哈利把魔法石交給他，答應讓他的父母死而復生，但哈利拒絕了他（哈利突然發現校長鄧不利多教授把魔法石轉移到他的口袋裡）。奎若教授試圖殺哈利，但當他觸碰到哈利時，他的手化成塵土。奎若教授試圖把魔法石從哈利的口袋裡搶走，但哈利雙手抓著他的臉，導致奎若教授迅速變成塵土消失。哈利爬起來時，佛地魔的煙霧形式穿過哈利的身體逃走，哈利被擊昏了過去......
哈利在學院裡的醫院醒來，鄧不利多校長在他的身邊，鄧不利多解釋魔法石已被銷毀，而在棋賽中差點喪命的榮恩和妙麗亦安然無恙。至於奎若教授不能抵受哈利觸碰的原因，是因為哈利的母親為捨身救他而去世，這給哈利與佛地魔對抗起了一個神奇的，基於愛的保護。
一年級的學期終結，哈利、榮恩和妙麗因為他們的英勇行為得到學院分數，而奈威·隆巴頓亦因為勇敢地站起來阻止朋友步向危險而得分，因此贏得「學院盃」。當一眾學生於暑期離開學院回家度假，哈利卻意識到霍格華茲才是他真正的家。

## 角色
J·K·羅琳堅持認為劇組人員需要保持是英國人。蘇西·菲吉斯（Susie Figgis）被任命為選角導演，跟導演及羅琳一起進行為三位主角哈利、榮恩及妙麗的試鏡工作。三位主角的角色舉行公開試鏡，當中只取錄英國兒童。主要的試鏡分為三個部分，首先需要閱讀小說的某一頁，然後即興演繹學生到達霍格華茲魔法與巫術學院的場景，最後在導演跟前閱讀數頁劇本。導演哥倫布在試鏡時亦使用了1985年電影《少年福爾摩斯》的劇本。2000年7月11日，蘇西·菲吉斯離開了劇組，抱怨導演哥倫布沒有考慮任何經他們試鏡成千上萬認為「值得」的兒童。2000年8月，幾乎無人知曉的丹尼爾·雷德克里夫及新人艾瑪·華森和魯伯特·葛林分別飾演哈利·波特、妙麗·格蘭傑及榮恩·衛斯理。

### 介紹
哈利·波特（Harry Potter）
導演哥倫布自從看過丹尼爾在BBC的《大衛·科波菲爾》後就很希望他能飾演主角哈利·波特，此想法是早於公開選角的事，但蘇西·菲吉斯指很保護丹尼爾的父母不會允許他們的兒子接下這工作。導演解釋，他堅持給予丹尼爾這角色是導致蘇西·菲吉斯的辭職。2000年，監製大衛·海曼及劇本作者史提夫·克羅夫斯於倫敦《拚死為出位》作製作場地跟丹尼爾和他的父母會面，並即場被要求丹尼爾進行試鏡。導演哥倫布及監製海曼成功說服丹尼爾的父母，指他們的兒子將會得到保護，免受媒體的騷擾，他們最終同意讓丹尼爾飾演哈利·波特。羅琳認可丹尼爾的試演，指「看過他的試演，我不認為克里斯·哥倫布可以找到更好的人選去飾演哈利。」丹尼爾據報收到£10,000的作為電影片酬，然而他認為片酬並不是「那麼重要」。
角色方面，哈利波特是德斯禮家甥子，達力·德斯禮表弟，經常受到德斯禮家的欺凌；後來成為霍格華茲魔法與巫術學校一年級學生，後來與榮恩·衛斯理及妙麗·格蘭傑成為好友，丁‧湯瑪斯和西莫‧斐尼干室友，奈威‧隆巴頓朋友跩哥馬份死對頭，
榮恩·衛斯理（Ron Weasley）
由於他是該系列小說粉絲，而且他有薑黃色頭髮，所以他認為自己是完美的角色候選人。他看到Newsround的公開選角的報導，於是他發送短片，以說唱的方式展示他如何的希望得到這角色，他的嘗試成功讓選角團隊要求跟他進行會面。
角色方面，榮恩·衛斯理的家族是源自純種的巫師家族，亞瑟·衛斯理及茉莉·衛斯理最年幼的兒子，派西·衛斯理、弗雷·衛斯理及喬治·衛斯理的弟弟、金妮·衛斯理的哥哥。霍格華茲魔法與巫術學校一年級學生，後來與哈利·波特及妙麗·格蘭傑成為好友，丁‧湯瑪斯及西莫‧斐尼干室友，奈威‧隆巴頓朋友。
妙麗·格蘭傑（Hermione Granger）
艾瑪在牛津劇院的導師把她的名字交給選角代理人，艾瑪在得到角色前已進行五次面試。艾瑪很重視她的試鏡，但是「從沒有真的想過得到角色的機會」。各製片人都對艾瑪自信的表現印象深刻，以及她的表現勝過數千名試演的女孩。
角色方面，妙麗·格蘭傑來自一個麻瓜家庭，父母都是牙醫；後來成為霍格華茲魔法與巫術學校一年級學生，後來與哈利·波特及榮恩·衛斯理成為好友，文妲‧布朗及芭蒂‧巴提室友，奈威‧隆巴頓朋友，跩哥‧馬份對頭人。
魯霸·海格（Rubeus Hagrid） 
科特瑞恩已經是小說粉絲，他跟羅琳談論海格的過去與將來以為角色作準備。最初羅賓·威廉斯也是考慮人選。
角色方面，他是霍格華茲魔法與巫術學校的獵場看守人及鑰匙管理員，是個巨人。科特瑞恩是羅琳對此角色的首選。
阿不思·鄧不利多（Albus Dumbledore） 
哈里斯最初拒絕演出此角，但他孫女指出，若他不接下角色演出的話，她就不會再跟他說話，所以最終扭轉他的決定。
角色方面，他是霍格華茲魔法與巫術學校校長，亦是史上最聞名及強大的巫師之一。
奎里納斯·奎若（Quirinus Quirrell）
角色方面，他是霍格華茲魔法與巫術學校黑魔法防禦術教授，平時為人略帶緊張讓外界給出膽小形象，事實上被佛地魔依附並有著其聲音。大衛·休里斯曾為此角色試演，後來於《哈利波特：阿茲卡班的逃犯》中飾演路平教授。
賽佛勒斯·石內卜（Severus Snape）
提姆·羅斯原是最初此角色人選但被推辭了。角色方面，他是霍格華茲魔法與巫術學校魔藥學教授兼史萊哲林學院負責教授（學院導師）。
麥米奈娃（Minerva McGonagall）
史密芙是羅琳為此角色的個人選擇。角色方面，她是霍格華茲魔法與巫術學校副校長兼變形學教授以及葛來芬多學院負責教授（學院導師）。

### 演員及配音員
| 配音              | 配音     | 配音     | 配音     | 角色                                   |
| 演員              | 台灣配音 | 香港配音 | 中國配音 | 角色                                   |
| ----------------- | -------- | -------- | -------- | -------------------------------------- |
| 丹尼尔·拉德克利夫 | 樓晉揚   | 張裕東   | 徐刚     | 哈利·波特（Harry Potter）              |
| 魯伯特·葛林       | 張宇豪   | 陳祖兒   | 曾丹     | 榮恩·衛斯理（Ron Weasley）             |
| 艾瑪·華森         | 楊小黎   | 林寶怡   | 冯骏骅   | 妙麗·格蘭傑（Hermione Granger）        |
| 约翰·克里斯       | 李香生   | 周志輝   | 严崇德   | 差点没头的尼克（Nearly Headless Nick） |
| 羅比·科特瑞恩     | 乾德門   | 周偉強   | 刘风     | 魯霸·海格（Rubeus Hagrid）             |
| 瓦屈克·大維斯     | 魏伯勤   | 李忠強   | 王肖兵   | 菲利乌斯·弗立维（Filius Flitwick）     |
| 李查·葛瑞夫斯     | 孫德成   | 陸頌愚   | 胡平智   | 弗农·德思礼（Vernon Dursley）          |
| 李察·哈里斯       | 孫中台   | 甄錦華   | 陈兆雄   | 阿不思·鄧不利多（Albus Dumbledore）    |
| 伊恩·哈特         | 陳進益   | 梁建平   | 童自荣   | 奇洛（Quirinus Quirrell）              |
| 約翰·哈特         | 魏伯勤   | 龍天生   | 程玉珠   | 奥利凡德先生（Mr. Ollivander）         |
| 艾倫·瑞克曼       | 陳旭昇   | 龔國強   | 任伟     | 賽佛勒斯·石內卜（Severus Snape）       |
| 費歐娜·蕭         | 馮友薇   | 陳安瑩   | 王建新   | 佩妮·伊万斯·德思礼（Petunia Dursley）  |
| 瑪姬·史密芙       | 崔幗夫   | 謝月美   | 王建新   | 米奈娃·麥格教授（Minerva McGonagall）  |
| 茱莉·華特絲       | 呂佩玉   | 蘇青鳳   | 俞红     | 莫莉·衛斯理（Molly Weasley）           |
| 哈利·米爾林       | 謝佼娟   |          | 狄菲菲   | 达力·德思礼（Dudley Dursley）          |
| 汤姆·费尔顿       | 楊英立   | 陳祖兒   | 狄菲菲   | 德拉科·马尔福（Draco Malfoy）          |
| 馬修·路易斯       | 林美秀   |          | 狄菲菲   | 纳威·隆巴顿（Neville Longbottom）      |
| 克里斯·蘭金       | 張海堯   |          | 金锋     | 珀西·衛斯理（Percy Weasley）           |

## 製作

### 發展
1997年，製片人大衛·海曼正在尋找一本兒童讀物可編成一部廣受歡迎的電影，他曾計劃製作黛安娜·韋恩·瓊斯的小說《食人魔樓下》，但他的計劃最後告吹了。他在盛日影业的工作人員後來提出《哈利波特－神秘的魔法石》的建議，他的助手相信這是個「好主意」。海曼把這想法交給華納兄弟，並在隨後那年J·K·羅琳將首四部《哈利波特》小說的版權出售，據報約$1,982,900美元。羅琳對製作嚴格要求主要劇組人員必須要英國人，儘管如此她也容許加入愛爾蘭演員，如飾演鄧不利多的李察·哈里斯，因為小說中的人物也設定如此。羅琳對出售版權感到猶豫，因為「她不想通過出售人物的版權，讓別人控制故事的其餘部分」，使華納兄弟公司製作並非由作者撰寫的續集。
儘管史蒂芬·史匹柏最初商談為電影執導，但他拒絕了這個提議，據報導史匹柏想改編成一個動畫電影，由美國演員哈利·喬·奧斯蒙聲演哈利波特，或在小說續集的元素納入個電影中。史匹柏說，在他的角度就好似「甕中捉鱉，就像灌籃一樣。比方說收回十億美元，並把它變成你的個人銀行帳戶，沒有挑戰性。」，史匹柏離開後，開始與其他導演談判，包含：克里斯·哥倫布、泰瑞·吉連、強納森·德米、麥克·紐威爾、亞倫·帕克、沃夫岡·彼得森、羅伯·萊納、伊萬·雷特曼、提姆·羅賓斯、布萊德·希伯林、奈·沙馬蘭以及彼得·威爾。彼得森和萊納而後都在2000年3月退出了甄選，選擇範圍縮小到了希伯林、哥倫布、帕克與吉連。羅琳的第一選擇為泰瑞·吉連，但華納兄弟選擇了克里斯·哥倫布，引用他對其他電影的表現，如《小鬼當家》、《窈窕奶爸》等，皆是其決定的關鍵。在女儿的劝说下，哥伦布读了前三部作品，结果成了系列的忠实拥趸，打电话给经纪人，要和华纳兄弟开会，商讨导演事宜。听到经纪人说至少有25名导演参与竞标，哥伦布便让他确保自己是最后一个接受会面，好留下“持久的印象”，成为制片方“最先想起的人”。在两个礼拜的等待时间中，哥伦布从导演的角度写了一份130页的剧本，阐述对电影基调的看法。多个华纳高管参与当天的会谈，包括阿兰·霍恩。哥伦布热情洋溢地讲了45分钟，展示了写满注释的剧本。过了几个礼拜，制片方通知哥伦布拿下工作，接他去苏格兰见罗琳和海曼。他用两个小时阐释自己对电影的看法，打算将麻瓜的戏份打造得“黯淡无光”，同时将魔法世界的场景布置得“充满色彩、情绪和细节”。他参考大卫·利恩改编《远大前程》（1946）及《雾都孤儿》（1948）的作品，希望用上两部作品的黑暗前卫元素及摄影品质，还参考《孤雛淚》（1968）及《教父》（1972）的色彩设计。
史提夫·克羅夫斯获选为影片编剧。他认为改编原著的工作十分艰巨，觉得原作对改编电影及后两部作品的作用不大。华纳兄弟经常将要改编成电影的小说的概要发给他，他“几乎没读过”，唯独是《哈利·波特》让他心头为之一振。他马上买了这本书，很快便成为系列的拥趸。跟华纳兄弟交涉时，他说影片必须充满英国风，必须忠于原著角色。第一次见罗琳的时候，克罗夫斯紧张不已，希望不让对方觉得自己会毁了她的心血之作。罗琳说她“本来做好了恨斯蒂夫·克罗夫斯的准备”，但克罗夫斯第一次见她的时候，对她说：“你知道我最喜欢的角色是谁吗？”她想了想，觉得是罗恩，但他说是“赫敏”，感化到她。罗琳掌握着把关创意的大部分权力，哥伦布不介意。
华纳兄弟一开始在2001年7月4日上映电影，给制片预留下的窗口期很短，以至于几位有意愿的导演纷纷退出。考虑到时间局限，档期推迟到2001年11月16日。

### 選角
罗琳坚持采用全英演出阵容。选角导演苏茜·费吉斯（Susie Figgis）与哥伦布和罗琳共同负责哈利、罗恩及赫敏的选角，演员公开招募，但仅限英国儿童。试镜活动主要分三个环节，参加者朗读完小说的一页内容，即兴表演学生抵达霍格沃兹学院的场景，最后在哥伦布面前朗读几页剧本。哥伦布为1985年电影《少年福尔摩斯》创作的剧本也在试镜活动中被采用。2000年7月11日，费吉斯不满哥伦布忽略数千个有试镜潜质的儿童，愤然离开剧组。到2000年8月，艾倫·瑞克曼和李察·哈里斯分别进入出演西弗勒斯·斯内普和阿不思·邓布利多的最后谈判，最终在同月晚些时候确认出演。2000年8月14日，罗琳的心水人选瑪姬·史密芙和羅比·科特瑞恩确认出演米奈娃·麦格教授和鲁伯·海格。2000年8月21日，丹尼尔·拉德克利夫与新秀演员魯伯特·葛林、艾玛·沃森分别获选为扮演哈利·波特、罗恩·韦斯莱及赫敏·格兰杰的人选。2000年11月，茱莉·華特絲和约翰·克里斯加盟剧组，分别出演莫莉·韦斯莱和差点没头的尼克。

### 拍攝

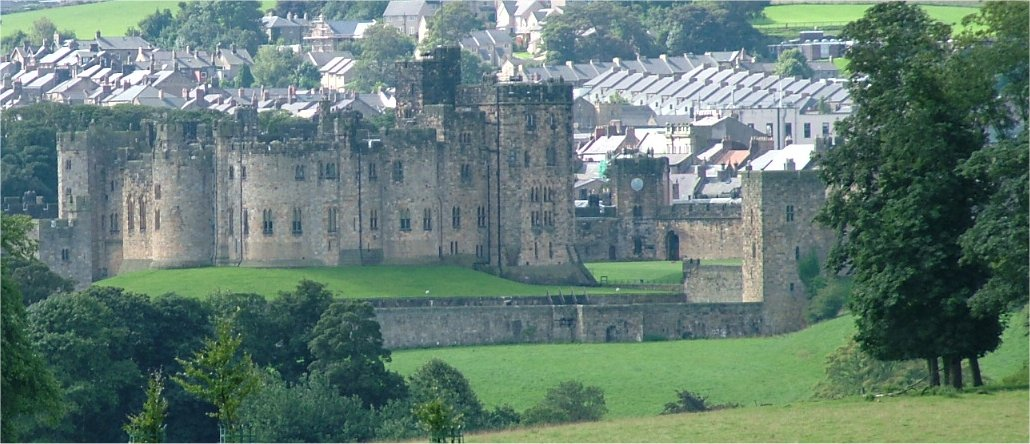
片中的霍格沃兹学院主要在阿尼克城堡取景。

英国政府电影产业部门的两名官员希望影片能在英国拍摄，提出协助勘景工作，出动利维斯登工作室，乃至修改英国童工法，稍微增加每周的工作时间，让在片场工作儿童的工作时间更为灵活。华纳兄弟接受对方的提议。主体拍摄于2000年9月29日在利维斯登工作室启动。北约克郡戈斯兰火车站的戏份于2000年10月2日开拍。坎特伯雷座堂和苏格兰的因弗莱洛特城堡被奉为霍格沃兹学院的可能取景点，只不过坎特伯雷认为影片展现“异教”主题，拒绝了制片方的请求。阿尼克城堡和格洛斯特座堂最终选为霍格沃兹学院的主要取景地，部分场景则在哈罗公学取景。其他戏份在达勒姆座堂拍摄，为期两周，包括走廊及部分教室的场景。牛津大学神学院成为霍格华兹的医院部（Hospital Wing），博德利圖書館的汉弗莱公爵藏书馆成为霍格华兹的图书馆。水蜡树街（Privet Drive）在伯克郡布拉克內爾哨岗回环（Picket Post Close）取景，这里的拍摄比原计划多个一天，附近居民受到的报酬相应增加，使得后续作品中的水蜡树街利用在利维斯登工作室搭建好的布景拍摄，成本被证明比实地拍摄要低。位于伦敦的澳大利亚驻英国公署大楼获选为古灵阁巫师银行的取景地，牛津大学基督堂学院获选为霍格华兹的奖杯室。伦敦动物园是哈利不小心在达力身上放蛇一幕的取景地。取景工作于2001年3月23日结束，收尾工作在2001年7月完成。

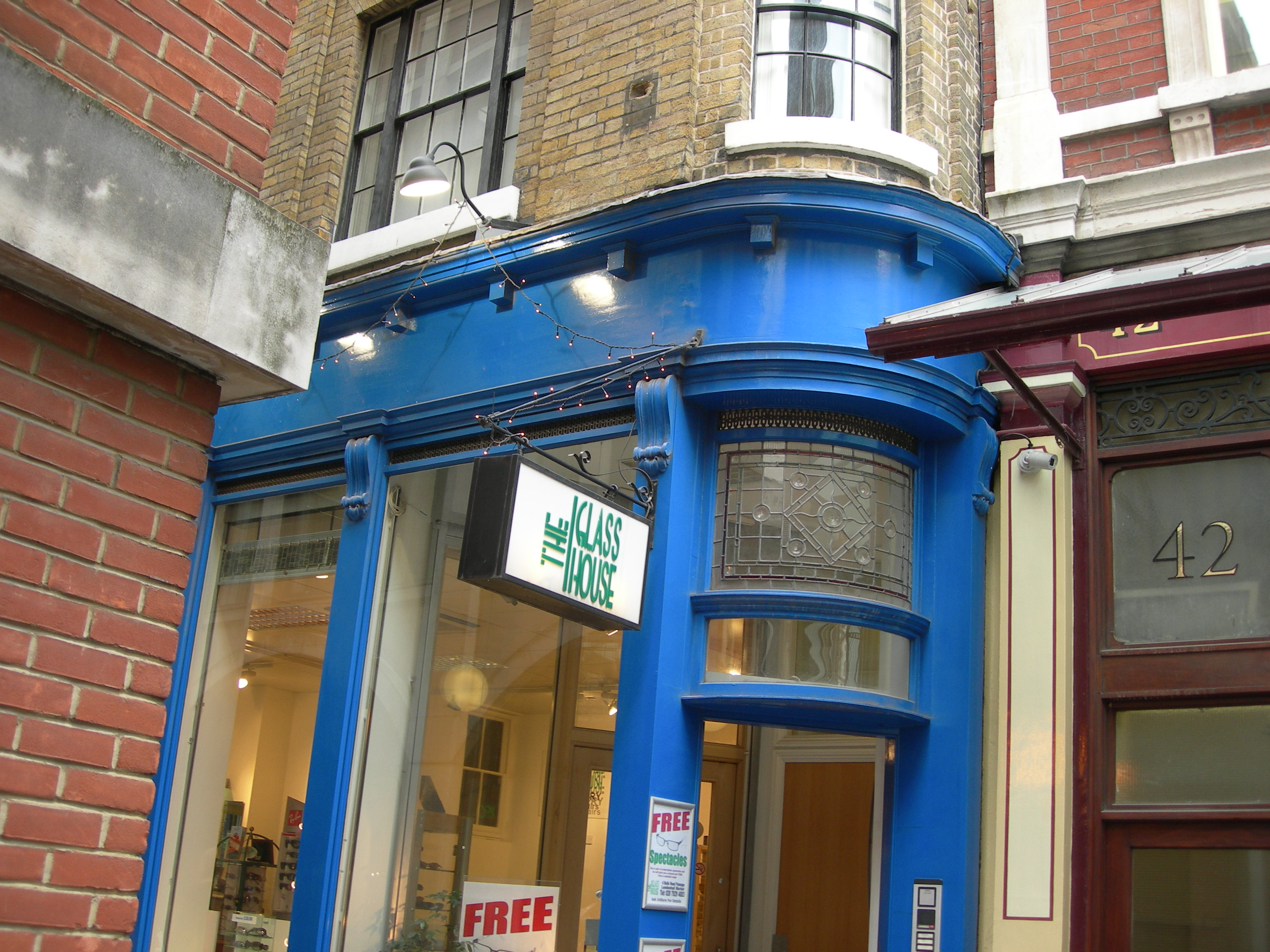
破釜酒吧的外景取景于伦敦的商店。

由于影片在美国上映时的片名与英国不同，所有提到“贤者之石”（Philosopher's Stone）的戏份要拍两遍，一遍是演员说“贤者”（Philosopher's），一遍是说“魔法师”（Sorcerer's）。小演员们每天拍完四个小时的戏，又要用三个小时完成家庭作業。他们对化妆师制作的假伤口起了兴趣。拉德克利夫被绿色美瞳深深刺激到，因为按照原本的计划，他要戴绿色的美瞳，遮盖自己眼睛原本的蓝色。后来咨询过罗琳的意见，剧组一致同意哈利也可以有蓝眼睛。

### 設計與視覺效果
茱迪安娜·馬科夫斯基担任服装设计。至于魁地奇的长袍，她原本考虑原著美国版封面的设计，但后来觉得“混乱”，选择重新设计，为魁地奇穿上了“预科生毛衣、19世纪的击剑马裤和护臂”。布景设计斯图尔特·克雷格在利维斯登工作室搭建场景，包括根据英式大教堂设计的霍格华兹学院大厅。克雷格原计划用现存的古街道拍摄对角巷的戏份，后来改为自行搭景，融合了都铎时代、乔治时代及安妮女皇风格元素。
哥伦布一开始想结合机械木偶及CGI动画打造三頭犬等魔法生物。参与制作《星際大戰首部曲：威脅潛伏》的尼克·杜德曼（Nick Dudman）负责制作所需的假肢，吉姆·汉森生物店提供生物特效。特效师约翰·科平格（John Coppinger）表示所需的魔法生物需要多番设计。全片采用近600个特效镜头，多家特效工作联合制作，其中光影魔幻工业打造奇洛身后的伏地魔脸庞，节奏特效工作室将海格的龙宝宝魯霸动画化，索尼影业图像制作魁地奇的戏份。

### 配樂
約翰·威廉斯担任配乐。威廉斯在洛杉矶及坦格活德家中谱曲，于2001年9月到伦敦录制。其中主题音乐定名为《海德薇主题》（Hedwig's Theme），威廉斯在最终的配乐中保留该曲，觉得“大家应该会喜欢”，结果成为系列标志性的主题音乐。詹姆斯·霍纳是首选的作曲人，但他推掉了邀約。原声带专辑于2001年10月30日以CD格式发行。

## 重映
2020年3月19日，华纳宣布将于中国大陆重映该片的4K修复3D版，但因2019冠状病毒病中国大陆疫情影响，上映时间仍未具体公布，最终定档同年8月14日上映。

## 迴響

### 評價
《哈利波特：神秘的魔法石》收穫了普遍影評人的積極評價。根據爛蕃茄上收集的200篇專業影評文章，其中162篇給出了「新鮮」的正面評價，「新鮮度」為81%，平均得分7.1分（滿分10分），而基於另一影評網站Metacritic上的37篇評論文章，其中25篇予以好評，0篇差評，12篇褒貶不一，平均分為65（滿分100）。影評人羅傑·伊伯特稱《神祕的魔法石》是「經典」，給與電影四顆星的滿分，並特別讚揚魁地奇場景的視覺效果。《綜藝》雜誌的托德·麥卡錫將電影與《亂世佳人》進行了積極的比較，表示：「劇本十分忠實原著，演員選擇是正確的，而演出者的服裝、化妝和效果的匹配，有時超越任何人所想像。」

### 票房
這部電影在2001年11月4日於倫敦的萊斯特廣場舉行世界首演，電影院還特地將場景布置成霍格華茲的樣子。《哈利波特：神秘的魔法石》在票房上極為成功，在美國，首映當天共收穫3230萬美元，打破了先前由《星際大戰首部曲：威脅潛伏》所保持的單日紀錄。發行的隔天，電影的收入增加到3350萬美元，打破了最大單日的紀錄。總結來說，《神祕的魔法石》在第一個週末的票房總額為9030萬美元，超越《侏儸紀公園：失落的世界》的最高首映週末票房的紀錄，該紀錄保持到隔年5月，才被《蜘蛛人》所打破。電影蟬聯了三週的票房冠軍。除了以上幾項紀錄，《神祕的魔法石》還創下了最高的5天（週三至週日）感恩節週末的票房紀錄，共獲得824萬美元，並維持了12年，直到《飢餓遊戲：星火燎原》的1.11億美元和《冰雪奇緣》的9400萬美元才被超越。
最終，《神祕的魔法石》在全球的票房收入為9.748億美元，美國共收穫3.176億美元，其他地區則為6.57億美元，這在當時為歷史上的票房第二高，且是該年度票房最高的電影。截止至2015年，《神祕的魔法石》是未考慮通貨膨脹的歷史票房第二十六名，和盈利第二高的哈利波特電影，僅次於《哈利波特：死神的聖物Ⅱ》的13億美元。根據Box Office Mojo估計，電影在美國共售出了超過5590萬張門票。
| 上一届： 《星际穿越》 | 2020年中国内地一周票房冠军 第32週 | 下一届： 《八佰》 |

### 榮譽
電影獲得了3項奧斯卡的提名：最佳藝術執導、最佳服裝設計以及約翰·威廉斯的最佳原創音樂獎。《哈利波特：神秘的魔法石》還被提名了英國電影學院獎的7個獎項，包括最佳英國電影、羅比·科特瑞恩的最佳男配角，以及服裝設計、生產設計、化妝和髮型、最佳視覺特效與最佳音樂獎。該部電影贏得了土星獎的最佳服裝獎，並被提名了其他8個獎項。電影還獲得了美國演員工會和服裝設計師工會的其他獎項。《神祕的魔法石》被提名美國電影學會獎的特殊效果獎，且獲得了廣播影評人獎的最佳現場動作家庭電影，提名包含最佳兒童表演（丹尼爾·雷德克里夫）和最佳作曲家（約翰·威廉斯）。2005年，《神祕的魔法石》被提名至由美國電影學會評選的AFI百年電影史電影配樂中，但未能入選。

## 外部連結
- 互联网电影数据库（IMDb）上《哈利波特：神秘的魔法石》的资料（英文）
- 爛番茄上《哈利波特：神秘的魔法石》的資料（英文）
- Box Office Mojo上《哈利波特：神秘的魔法石》的資料（英文）
- Metacritic上《哈利波特：神秘的魔法石》的資料（英文）
- AllMovie上《哈利波特：神秘的魔法石》的资料（英文）
- 開眼電影網上《哈利波特：神秘的魔法石》的資料（繁體中文）
- Yahoo奇摩電影上《哈利波特：神秘的魔法石》的資料（繁體中文）
- Yahoo奇摩電影上《哈利波特：神秘的魔法石》的資料（繁體中文）
- 时光网上《哈利波特：神秘的魔法石》的資料（简体中文）
- 豆瓣电影上《哈利波特：神秘的魔法石》的資料 （简体中文）